# Астраханский государственный университет
Астраханский государственный университет имени В. Н. Татищева — высшее учебное заведение в Астрахани, образовательный, научный и социокультурный центр на Юго-Западе России. Основан в 1932 году.
Участник Всемирной инициативы CDIO, член Ассоциации университетов Каспийского региона. Входит в состав 16 базовых российских вузов, формирующий Университет Шанхайской организации сотрудничества.

## История
Основан в 1932 году как Астраханский государственный педагогический институт имени С. М. Кирова.
В 1996 год переименован в Астраханский государственный педагогический университет,
В 2002 году переименован в  Астраханский государственный университет,
В 2022 году университету присвоено имя В. Н. Татищева.

## Образование
Университет является одним из крупнейших образовательных центров Южного федерального округа. В 2018 году в АГУ обучалось более 12000 студентов, из них свыше 2000 — граждане других стран. В университете существует свыше 70 вариантов подготовки. Особенное внимание уделяется лингвистической подготовке: представители любых специальностей во время учёбы осваивают один или несколько иностранных языков.

## Структура
- 19 корпусов;
- 3 института;
- 18 факультетов;
- 65 кафедр;
- Кафедра ЮНЕСКО «Обучающееся общество и социально-устойчивое развитие»;
- Филиал в Знаменске;
- Колледж АГУ;
- Издательский дом «Астраханский университет»;
- Каспийский инновационно-технологический комплекс.

Астраханский государственный университет разделён на три института, возглавляемых директорами. Каждый институт имеет в своем составе научные, научно-исследовательские, научно-образовательные лаборатории, центры.

### Физико-математический институт
В структуру института входят:
- Научная лаборатория «Математическое моделирование и информационные технологии в науке и образовании»;
- Научно-образовательный центр «Физика живых систем»;
- Научная лаборатория «Большие данные и цифровые технологии»;
- Научно-образовательный центр функциональных электромагнитных веществ;
- Научная совместная лаборатория конструирования и физико-химических исследований оксидных электромагнитных веществ АГУ — ИМЕТ УрО РАН;
- Научная совместная лаборатория физики конденсированного состояния и новых методов исследований в веществоведении АГУ — ИФТТ РАН;
- Научно-образовательный центр «Рациональное использование природных ресурсов»;
- ЦКП «Перспективные технологии в электронике и роботехнике»;
- Лаборатория сборки и испытания полномасштабных моделей и прототипов;
- Научно-образовательный центр «Альтернативная энергетика»;
- Центр коллективного пользования «Трёхмерное исследование биомеханики движения».

### Естественный институт
В структуру института входят:
- Совместная научно-исследовательская лаборатория фундаментальных и прикладных проблем биогеохимии и ветеринарной медицины Волго-Каспийского региона Астраханского государственного университета и института геохимии и аналитической химии им. В. И. Вернадского;
- Научная лаборатория биотехнологий;
- Научная совместная лаборатория по исследованию роли апоптоза в формировании нейроэндокринной системы;
- Научно-исследовательская лаборатория «Синтетические гетероциклы и полупродукты для их синтеза».

### Институт исследований проблем юга России и Прикаспия
В структуру института входят:
- Центр изучения проблем комплексной безопасности Каспийского макрорегиона и противодействия терроризму и экстремизму;
- Прикаспийский научный центр российской истории;
- Центр изучения истории Нижнего Поволжья советского периода;
- Центр стратегических исследований Евразии.